# Тим Динсдейл
Тим Динсдейл (роден 1924 г. в Индия, умира през декември 1987) е британски инженер (авиоконструктор) и криптозоолог.
Учи в Кралското училище в Уорчестър. Прави първото си наблюдение на чудовището Неси на 23 април 1960 г.